# Charles Aznavour (Je m'voyais déjà)
 (mars 2025).
Cet article concerne l'album de Charles Aznavour. Pour la chanson de Charles Aznavour, voir Je m'voyais déjà (chanson).
Albums de Charles Aznavour
Les Deux Guitares
(1960) Charles Aznavour (Il faut savoir)
(1961)
Singles
1. L'Amour et la Guerre / Prends le chorus / L'enfant prodigue / Monsieur est mort
Sortie : Octobre 1960
2. L'Amour et la Guerre / L'enfant prodigue (promo)
Sortie : 1960
3. Je m'voyais déjà / L'enfant prodigue (instrumental)
Sortie : 1960
4. Je m'voyais déjà / Quand tu m'embrasses / Comme des étrangers / Tu vis ta vie mon cœur
Sortie : Janvier 1961
5. Je m'voyais déjà / Quand tu m'embrasses (promo)
Sortie : 1961
6. Comme des étrangers / Tu vis ta vie mon cœur (promo)
Sortie : 1961

L'album Charles Aznavour sorti en janvier 1961 est le septième album studio français du chanteur Charles Aznavour.  Il est communément appelé Je m'voyais déjà.

## Liste des chansons de l'album original
| 1. | Je m'voyais déjà     |  |  |
| 2. | Quand tu m'embrasses |  |  |
| 3. | Monsieur est mort    |  |  |
| 4. | L'Amour et la Guerre |  |  |

| 5. | Comme des étrangers    |  |  |
| 6. | Prends le chorus       |  |  |
| 7. | Tu vis ta vie mon cœur |  |  |
| 8. | L'enfant prodigue      |  |  |

## Liste des chansons de la réédition CD de 1995
| No  | Titre                             | Durée |
| --- | --------------------------------- | ----- |
| 1.  | Les deux guitares                 |       |
| 2.  | Ce jour tant attendu              |       |
| 3.  | Fraternité                        |       |
| 4.  | J'ai des milliers de rien du tout |       |
| 5.  | J'ai perdu la tête                |       |
| 6.  | Tu t'laisses aller                |       |
| 7.  | Rendez-vous à Brasilia            |       |
| 8.  | La nuit                           |       |
| 9.  | Ce n'est pas nécessairement ça    |       |
| 10. | Plus heureux que moi              |       |
| 11. | Je m'voyais déjà                  |       |
| 12. | Quand tu m'embrasses              |       |
| 13. | Noël des mages                    |       |
| 14. | L'Amour et la Guerre              |       |
| 15. | Comme des étrangers               |       |
| 16. | Prends le chorus                  |       |
| 17. | Tu vis ta vie mon cœur            |       |
| 18. | L'enfant prodigue                 |       |
| 19. | Monsieur est mort.                |       |